# 아사누마 이네지로 암살 사건

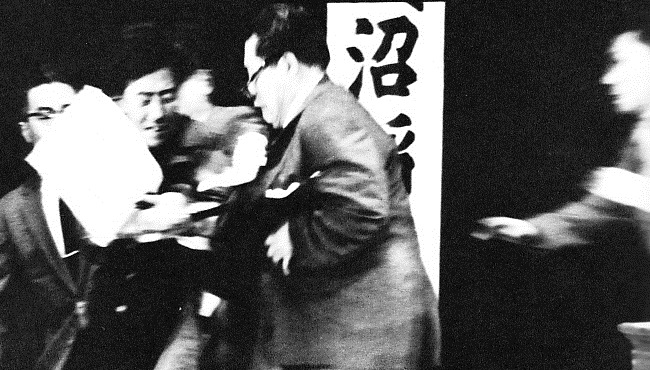
암살 순간의 장면.

아사누마 이네지로 암살 사건(일본어: 浅沼稲次郎暗殺事件)은 1960년 10월 일본사회당 당수인 아사누마 이네지로가 방송사 주최 3당 대표자 합동 연설회장에서 극우 청년인 야마구치 오토야에 의해 살해된 사건이다. 단상에 뛰어 오른 야마구치 오토야는 연설중이던 아사누마 이네지로 위원장을 밀쳐낸 뒤 식칼로 세번 찔러 살해하였다. 당시 살해 장면을 촬영한 사진은 후에 퓰리처 상을 받기도 했다.

## 사건 개요
일본의 극우단체인 대일본애국당의 당원이자 탈당 후 1960년 7월에 전아시아반공연맹 도쿄 지회에 가입한 야마구치 오토야는 친중국정책과 친노조, 사회주의 성향이던 일본사회당의 정책에 반감을 품고 일본사회당 인사들의 암살을 계획한다.
1960년 6월 17일, 우익 청년들이 사회당 고문 가와카미 조타로를 습격하는 사건이 일어났을 때 야마구치는 “자신을 희생해서 매국노 카와가미를 찌른 것은 정말 나라를 생각하는 순수한 마음으로 한 의로운 행위라서 탄복했다. 내가 하는 때에는 철저한 방법으로하지 않으면 안된다”고 다짐했다. 같은 해 7월 1일 동지들과 함께 전아시아반공연맹 도쿄 지회의 조직에 참여하였다. 10월 4일 자택에서 아코디언을 찾고 있었는데 우연히 와키자시(脇差)를 찾아냈다. 고리가 아니라 원목의 칼집에 들어있던 와키자시를 보고 사회당 요인들을 죽이려고 결심했다고 진술한다. 10월 4일 야마구치는 메이지 신궁을 참배하고 바로 고바야시 일본교직원조합 위원장, 노사카 의장 집에 전화하여 면회를 신청했으나, 고바야시 위원장은 이사로, 노사카 의장은 여행 중 이었기 때문에 실패했다.
1960년 10월 야마구치는 10월 12일 히비야 공회당에서 3당 합동 연설회가 열린다는 정보를 접하고 도쿄도 히비야 공화당에 식칼을 숨기고 잠입했다. 10월 12일 오후 3시경 일본사회당수 아사누마 이네지로의 연설 차례가 되자 야마구치 오토야는 단상에 올라 아사누마 이네지로를 밀쳐낸 뒤 미리 숨겨온 식칼로 세번을 찔렀다. 아사누마를 세번 칼로 찌른 뒤 자신이 소지한 쪽지 내용을 발표했다. 아사누마 살해당시 야마구치가 주머니에 넣어 두었던 유서격의 문서 내용은 다음과 같다.
너, 아사누마 이네지로는 일본의 적화를 꿈꾸고 있다. 나는 너 개인에게 원한은 없으나, 일본사회당의 지도적 입장에 있는 자로서 책임과, 방중시의 폭언과 국회난입등의 직접적 선동자로서 책임을 물어 너를 용서할 수 없다. 이에 따라 나는 너에게 천벌을 내린다.— 황기 이천육백이십년십월십이일 야마구치 오토야

병원에 옮겨졌으나 아사누마 당수는 과다출혈로 사망하였고, 야마구치 오토야는 현장에서 자살하려 하였으나 경시에 의해 저지된 뒤 체포되었다.
야마구치는 미성년자라는 이유로 도쿄 소년감별소에 입소, 개실 2호실에 수감되어 2명의 동료와 함께 생활하였다. 11월 2일 야마구치는 도쿄 소년감별소의 개실 2층 2호실에서 지급된 치약으로 벽에 ‘七生報国　天皇陛下万歲’(칠생보국 천황폐하만세)라고 쓴 뒤 목을 메 자살했으며 우익단체는 성대한 장례식을 치르는 등 영웅으로 미화하였다.
1960년 이케다 내각 자치 대신 겸 공안위원회 위원장인 야마자키 이와오는 아사누마 이네지로 암살 사건의 책임을 지고 사임하였다.

## 기타
1961년, 일본의 작가 오에 겐자부로는 《정치와 성》(政治と性)의 주제를 집대성한 작품인 《세븐틴》(セヴンティーン)을 《문학계(文學界)》 1월호에, 《정치소년 죽다(政治少年死す)-세븐틴 제 2부》를 익월호에 발표하였다. 아사누마 이네지로 암살 사건에서 촉발되어 범인인 야마구치 오토야를 모델로 ‘성을 탐닉하고, 정치에 도취한 우익소년’ (문고본 뒷면 소개글에서)을 그렸으나, 풍류몽담 사건과 마찬가지로 이 작품을 둘러싸고 문예춘추 등이 우익단체로부터 협박을 받았다. 이 때문에 오에 겐자부로는 계속 싣겠다는 의지를 보였으나 잡지사에서는 이를 게재 거부했고, 《정치소년 죽다》는 그 이후 어떠한 단행본으로도 구할 수가 없게 되었다. 단, 《오에 겐자부로 전작품 1》에 수록된 오에 겐자부로의 자필연보에 따르면, 본 작품이 “현재까지 단편집에 실리지 않은 것은 작가 스스로의 의지 때문이 아니다”라고 하였다.

## 같이 보기
- 야마구치 오토야
- 대일본애국당
- 아카오 빈
- 아사누마 이네지로
- 일본사회당
- 시마나가 사건